# وليم برايس فوكس
وليم برايس فوكس (بالإنجليزية: William Price Fox)‏ (9 أبريل 1926 - 19 أبريل 2015)؛ صحفي وروائي أمريكي.

## حياته
ولد في مدينة وكغن الزاقعة في ولاية إلينوي في الولايات المتحدة الأميركية، وعاش معظم حياته في جنوب كارولينا. في العام 2008 انتقل إلى ماريلاند ثم إلى واشنطن. ترك دراسته والتحق بالطيران الحربي لدى انخراط الولايات المتحدة في الحرب العالمية الثانية. تخرج لاحقاً من جامعة جنوب كارولينا.

## كتاباته
مارس الصحافة في جرائد أميركية عديدة منها «أميركا اليوم USA Today» وغيرها. من كتبه «دكتور غولف Doctor Golf» و«المحمر الجنوبي Southern Fried»